# Светоч (Ростовская область)
Све́точ — посёлок в Милютинском районе Ростовской области.
Административный центр Светочниковского сельского поселения.

## История
В 1987 году указом Президиума Верховного Совета РСФСР Посёлку центральной усадьбы зерносовхоза «Светоч» присвоено наименование Светоч.

## Население
| 2010 |
| ---- |
| 489  |

## Улицы
| - ул. Восточная, - ул. Въездная, - ул. Героя Советского Союза Воликова, - ул. Западная, - ул. Кооперативная, - ул. Механизаторов, - ул. Победы, | - ул. Северная, - ул. Центральная, - ул. Тополевая, - ул. Южная, - пер. Алейный, - пер. Тупиковый, - пер. Школьный. |

## Инфраструктура
В посёлке имеется детский сад и отделение почтовой связи.